# Joas van Juda
Joas of Jehoas (Hebreeuws: יְהֹואָשׁ, Jəhôʾāš, "door JHWH gegeven") was koning van het koninkrijk Juda van 837 v.Chr. tot 800 v.Chr. of van 836 v.Chr. tot 797 v.Chr. of van 835 v.Chr. tot 796 v.Chr. Zijn leven staat beschreven in 2 Koningen 12 en in 2 Kronieken 24 in de Hebreeuwse Bijbel.

## Leven
Joas werd al op jonge leeftijd koning. Waarschijnlijk was hij de enige overlevende afstammeling van koning David na het bloedbad waarbij een groot deel van zijn familie werd omgebracht. Koningin Atalja, de dochter van koning Achab van het koninkrijk Israël, die getrouwd was met koning Joram van Juda, liet alle kinderen van de koninklijke familie doden na de dood van haar zoon Achazja. Maar de jonge Joas werd gered door zijn tante Jehoseba (de zus van Achazja) en toen hij zeven (of acht) jaar oud was, werd hij door zijn oom Jojada voorgedragen als nieuwe koning. Toen Atalja naar de tempel kwam nadat ze het volk "Lang leve de koning" hoorde roepen, werd ze gevangengenomen en naar de Paardenpoort gebracht om te worden gedood.
Zolang Jojada leefde, was Joas een godsdienstig koning die leefde naar de wetten van de Thora. Maar na de dood van Jojada aanbad Joas ook andere goden. De zoon en opvolger van Jojada, Zacharia, werd ter dood gebracht. De auteur van het Bijbelboek 2 Koningen meende dat vanwege deze daad Joas gestraft werd door God.
De koning Hazaël van Aram begon een oorlog tegen Juda en veroverde de stad Gad. Hazaël dreigde ook Jeruzalem te belegeren. Pas na het betalen van een grote hoeveelheid zilver en goud, zag Hazaël hiervan af. Joas raakte echter zwaargewond bij deze oorlog. Twee van Joas' hovelingen kwamen in opstand tegen Joas en doodden hem op zijn ziekbed. Na zijn dood werd hij begraven bij zijn voorouders in de Davidsburcht, maar hij werd niet bijgezet in de koninklijke grafkamers. Zijn zoon Amasja volgde hem op.

## Niet in de stamboom van Jezus
Joas is een van de drie koningen die door Matteüs niet worden genoemd in de stamboom van Jezus.

## Inscriptie
In 2001 werd er een inscriptie gevonden die gemaakt leek te zijn tijdens de restauratie van de tempel van Jeruzalem door Joas. Een meerderheid van de wetenschappers denkt echter dat deze inscriptie vals is.